# Otis Harris
Otis Harris (Edwards, 30 juni 1982) is een Amerikaanse voormalig sprinter, die gespecialiseerd is in de 400 m. Hij won een zilveren medaille op de Olympische Spelen.

## Levensloop
Harris bezocht de Hinds Agricultural High School in Utica en behaalde verschillende atletiekmedailles in deze periode. Zo won tweemaal achter elkaar de 400 m op de Amerikaanse Jeugd Olympiade, de Footlocker Outdoor Championships en de Golden West Invitational. In 2000 begon hij met zijn studie aan de University of South Carolina. Hier won hij in 2002 op de NCAA-kampioenschappen de 4 x 400 m estafette en in 2003 de 400 m.
In 2004 verbaasde hij zichzelf door op de Amerikaanse olympische selectiewedstrijden in Sacramento tweede te worden op de 400 m. Hij liep in baan acht en finishte in 44,67 seconden. Na afloop meldde hij "Every lane is 400 meters and you have to believe in yourself and your plan. I never believed it could happen, so I guess I am a walking dream - a living dream. I am in still in shock because I came here to make the finals."
Zijn beste prestatie is het winnen van een zilveren medaille op de 400 m van de Olympische Spelen van Athene in 2004. Hij finishte hiermee achter zijn landgenoot Jeremy Wariner (goud) en voor zijn landgenoot Derrick Brew (brons). In de kwalificatierondes werd hij beide keren tweede. Op de 4 x 400 m estafette won hij een gouden medaille met zijn teamgenoten Derrick Brew, Jeremy Wariner en Darold Williamson. Met een tijd van 2.55,91 versloegen ze hiermee het team van Australië (zilver) en Nigeria (brons).
Na 2004 liep hij nimmer sneller dan 45 seconden en deed ook geen grote internationale wedstrijden meer. In 2005 had hij te kampen met een blessure.
Later werkte hij als trainer.

## Titels
- Olympisch kampioen 4 x 400 m estafette - 2004
- NCAA kampioen 400 m regio Oost - 2003

## Persoonlijke records
| Onderdeel | Prestatie | Datum            | Plaats |
| --------- | --------- | ---------------- | ------ |
| 400 m     | 44,16 s   | 23 augustus 2004 | Athene |

## Palmares

### 400 m
Kampioenschappen
- 2004:  OS - 44,16 s
- 2004:  Wereldatletiekfinale - 45,06 s

Golden League-podiumplek
- 2004:  Memorial Van Damme – 44,79 s

### 4 x 400 m estafette
- 2004:  OS - 2.55,91

1912: Sheppard, Lindberg, Meredith, Reidpath ·
1920: Griffiths, Lindsay, Ainsworth-Davis, Butler ·
1924: Cochran, Helffrich, MacDonald, Stevenson ·
1928: Baird, Alderman, Spencer, Barbuti ·
1932: Fuqua, Ablowich, Warner, Carr ·
1936: Wolff, Rampling, Roberts, Brown ·
1948: Harnden, Bourland, Cochran, Whitfield ·
1952: Wint, Laing, McKenley, Rhoden ·
1956: Jenkins, Jones, Mashburn, Courtney ·
1960: Yerman, Young, G. Davis, O. Davis ·
1964: Cassell, Larrabee, Williams, Carr ·
1968: Matthews, Freeman, James, Evans ·
1972: Asati, Nyamau, Ouko, Sang ·
1976: Frazier, Brown, Newhouse, Parks ·
1980: Valiulis, Linge, Tsjernetski, Markin ·
1984: Nix, Armstead, Babers, McKay ·
1988: Everett, Lewis, Robinzine, Reynolds ·
1992: Valmon, Watts, Johnson, Lewis ·
1996: Harrison, Smith, Mills, Maybank ·
2000: Bada, Chukwu, Monye, Udo-Obong  ·
2004: Harris, Brew, Wariner, Williamson ·
2008: Merritt, Taylor, Neville, Wariner ·
2012: Brown, Pinder, Mathieu, Miller ·
2016: Hall, McQuay, Roberts, Merritt ·
2020: Cherry, Norman, Deadmon, Benjamin ·
2024: Bailey, Norwood, Deadmon, Benjamin